# Гребельник, Юрий Иванович
Юрий Иванович Гребельник (12 декабря 1962, Киев, Украинская ССР) — украинский актёр театра, кино и дубляжа. Народный артист Украины (2006).

## Биография
Родился 12 декабря 1962 года в Киеве.
В 1984 году окончил Киевский государственный институт театрального искусства имени Ивана Карпенко-Карого.
С сентября 1984 года – актер театра русской драмы имени Леси Украинки (ныне Национальный академический драматический театр имени Леси Украинки) .
Украинский голос главного героя сериала Доктор Хаус (озвучение канала «СТБ» в 2008—2013 годах) 
С 2003—2004 годов бренд-войс телеканала «Интер», озвучивал анонсы для программ и фильмов. С 2018 года — голос Киевского метрополитена.

## Театральные роли
- 1982	Игрок
- 1985	ОБЕЖД
- 1985	Рядовые
- 1985	Остров сокровищ
- 1986	Матушка Кураж и ее дети
- 1987	Завтрак с неизвестными
- 1987	…а этот выпал из гнезда
- 1988	Старый
- 1988	Кузнечик-Горбунок
- 1988	Звезды на утреннем небе
- 1988	Перламутровая Зинаида
- 1988	Кровавая свадьба
- 1989	Самоубийца
- 1989	Событие
- 1989	Сказка о солдате и змее
- 1991	Евреи города Питера
- 1991	Кандид
- 1991	Похищение Джонни Дорсета
- 1991	Без вины виноваты
- 1992	Посол
- 1992	Радуйся, когда велят
- 1993	Молодые годы короля Людовика XIV
- 1993	Иван-царевич
- 1996	Любовь студента
- 1997	Королевские игры
- 1999	Элитные псы (Хозяева жизни)
- 2000	Тайны мадридского двора
- 2000	Ревизор	Аммос Федорович Ляпкин-Тяпкин, судья
- 2001	Госпожа министр	Гость
- 2001	Долетим до Милана
- 2002	Лулу. История куртизанки
- 2003	Сон в летнюю ночь
- 2003	Edith Piaf: жизнь в розовом свете	Человек
- 2003	Волки и овцы	Мардарий Савельич, дворецкий
- 2004	Маскарад
- 2006	Дон Кихот. 1938 год	Дон Кихот, Рыцарь де Варгас
- 2007	Милый лжец	Джордж Бернард Шоу
- 2009	Бизнес. Кризис. Любовь…	Мартин Эгер
- 2011	Немного мерцает призрачная сцена… (Юбилей. Юбилей? Юбилей!)

## Роли в кино
- И никто на свете (1986) - Миша Белоус
- Тарас Шевченко. Завещание (1992-1997) - жандарм.
- Афганец 2 (1994) – эпизод
- Безумные деньги (1995) - Савва Васильков
- Операция «Контракт» (1996) – Шапурко
- Братство (2005) — жандарм.
- Косвенные доказательства (2005) — Сергеев
- Безжалостная любовь (2009) - эпизод
- Контракт (2009) - следователь
- При загадочных обстоятельствах (2009) - Кочетов
- Соседи (2010) - Орест, научный руководитель Светланы Полищук
- Басни Митяя (2011) — наблюдатель на выборах
- «Кедр» пронизывает небо (2011) – Валентин Глушко
- Небесные родственники (2011) - Конев
- Анна Герман (2012) - дирижер
- Возвращение Мухтара-8 (2012) - Пиканов
- Джамайка (2012) - Александр Рыков, отец Сергея
- Женский врач (2012) - Борис Доронин.
- Искупление (2012) - Егор
- Письмо ожидания (2012) — член учительного совета
- Любовник для Люси (2012) - Альфред
- Порох и дробь (2012) - отец Нестеренко
- Сваты-6 (2012) – преподаватель философии
- Двойная жизнь (2013) - Борис
- Нюхач (2013) - Андрей Поречников, бизнесмен
- Дом с лилиями (2014) – сотрудник ЦКК
- Ищу жену с ребенком (2014) — портье
- Личное дело (2014) - Антон Дегтярев
- Последний янычар (2015) — Аденбей
- Слуга народа (2015-2019) - олигарх Немчук
- Никонов и Ко (2015)
- Майор и магия (2016)
- Добро пожаловать на Канары (2016) - Павел Константинович
- Экспресс-командировка (2016) — член совета директоров
- На линии жизни (2016) - Евгений Мартынюк, начальник госпиталя, генерал-майор
- Одиночка (2016) - эпизод
- Проводница (2016) — Петр
- Прости (2016) - Юрий Куценко, начальник Власть
- Вторая жизнь Евы (2017) - врач
- Девушка с персиками (2017) - Борис Нефедов, отец Романа
- Завещание принцессы (2017) - эпизод
- Не бодрствующий (2017) — антиквар
- Хороший парень (2017) - эпизод
- Акварели (2018) — Соколов.
- Верни мне жизнь (2018) — судья
- Верь мне (2018) — Кротов
- Виноград (2018) - юрист
- Девочки мои (2018) - Леонид
- Замкнутый круг (2018) - Геннадий Буров, директор завода
- Опер по вызову (2018) - Кажинский
- Родная кровь (2018) - Владислав Валерьевич
- Ты моя любимая (2018) - Порываев
- У прошлого в долгу! (2018) - Лев Юрьевич
- Замок на песке (2019) - Игорь Тарасович
- Неотправленное письмо (2019) - Петр Федорович
- Лучший мужчина (2019) - эпизод
- Я заплачу завтра (2019).
- Другая (2019) - эпизод
- Тайна Марии (2019) - Лев Семенович
- Если ты меня простишь (2019) - Козин
- Возвращение (2019) - Василий Петрович
- Укус волчицы (2019) - эпизод
- Другая жизнь Анны (2019) - эпизод
- Утраченные воспоминания (2019) — директор гимназии
- Женские секреты (2020) - эпизод
- Наш врач (2020) — Лукаш
- Три сестры (2020) - Андрей
- Дочери (2020) — Зарубин.
- Семейный портрет (2020) - Степан Крылов.
- Рысь (2020)
- Второй шанс (2020)
- Поговори с ней (2020)
- Источник (2021) - Скоробогатов
- Елена и капитан (2021) - Павел Шерстнев
- Когда умрет любовь (2021) - Аркадий Андреевич
- Справедливость (2022) - Семен
- Председатель (2023)
- Плут-2 (2023)
- Путь к дому (2023)

## Дублирование и озвучивание
Сотни ролей на украинском и русском языках для студий "Так Треба Продакшн", "Le Doyen", "Постмодерн" и других.
Алан Рикман
- 1988 — Крепкий орешек - Ганс Грубер (дубляж)
- 2001 — Гарри Поттер и философский камень – Северус Снейп (дубляж, «Так Треба Продакшн» для телеканала «Новый канал» )
- 2002 — Гарри Поттер и тайная комната – Северус Снейп (дубляж, «Так Треба Продакшн» для телеканала «Новый канал»)
- 2004 — Гарри Поттер и узник Азкабана – Северус Снейп (дубляж, «Так Треба Продакшн» для телеканала «Новый канал»)
- 2005 — Гарри Поттер и бокал огня – Северус Снейп (дубляж, «Так Треба Продакшн» для телеканала «Новый канал»)
- 2006 — Свини Тодд: Парикмахер-демон из Флит-стрит - судья Терпин (многоголосное закадровое озвучивание)
- 2009 — Гарри Поттер и Принц-полукровка — Северус Снейп (дубляж, «AdiozProduction»)
- 2010 — Алиса в Стране чудес – Авессалом (дубляж, «LeDoyen» )
- 2010 — Гарри Поттер и Смертельные реликвии: Часть 1 – Северус Снейп (дубляж, «CineType»)
- 2011 — Гарри Поттер и Смертельные реликвии: Часть 2 – Северус Снейп (дубляж, «Постмодерн»)
- 2016 — Алиса в Зазеркалье – Авессалом (дубляж, «LeDoyen»)

## Другие фильмы
- Первые люди на Луне (1964) – Арнольд Бедфорд (закадровое)
- Холм (1965) — (закадровое, озвучено студией Да Надо Продакшн по заказу телекомпании Интер)
- Маккеново золото (1969) — (закадровое озвучивание)
- Коты-аристократы (1970) - Эдгар (дубляж студии "LeDoyen Studio")
- Король бокса (1972) — (закадровое озвучивание)
- Спасатели (1977) - Господин Голова (дубляж студии "LeDoyen Studio")
- Крамер против Крамера (1979) — (дубляж студий Пилот + Да Надо Продакшн)
- Обратно в будущее (1985) — (дубляж студии Да Надо Продакшн)
- Имя розы (1986) - Шон Коннери (закадровое озвучивание)
- Американский ниндзя 2: Противостояние (1987) — (закадровое озвучивание, студия Да Надо Продакшн)
- Черный орел (1988) — (закадровое озвучивание)
- Несусветные мошенники (фильм, 1988) - (закадровое озвучивание)
- Американский ниндзя 3: Кровавая охота (1989) — (закадровая озвучка, студия Да Надо Продакшн)
- Обратно в будущее 2 (1989) — (дубляж студии Да Надо Продакшн)
- Рождественские каникулы (1989) — (закадровое озвучивание)
- Обратно в будущее 3 (1990) — (дубляж студии Да Надо Продакшн)
- Человек тьмы (1990) — (закадровое озвучивание)
- Спасатели в Австралии (1990) - Маклич (дубляж студии "LeDoyen Studio")
- Джуманджи (1995) — (закадровое озвучивание, студия Да Надо Продакшн)
- Блейд (1998) — (закадровое)
- Принц Египта (1998) - Фараон (дублирован телеканалом "ТЭТ")
- Тарзан (1999) - Лэнс Генриксен / Керчак (дубляж студии "LeDoyen Studio")
- Как живая (2000) — (закадровое озвучивание)
- Мисс Конгениальность (2000) — (дубляж студии «Пилот»)
- Атлантида: Утерянная империя (2001) - один из ученых (дубляж студии "Невафильм")
- Обладатель колец: Братство перстня (2001) — (дубляж студии Да Надо Продакшн)
- Звездные войны: Атака клонов (2002) - Граф Дуку (дубляж студии LeDoyen Studio)
- Идентификация Борна (2002) — (закадровое озвучивание)
- Карлсон, проживающий на крыше (2002) - Папа (дублированный кинокомпанией Cinema Nouveau OU)
- Обладатель колец: Две башни (2002) — (дубляж студии Да Надо Продакшн)
- Голливудские копы (2003) — (дубляж студии «Пилот»)
- Ангелы Чарли: Полный вперед (2003) — (дубляж студии Да Надо Продакшн)
- Шрек 2 (2004) — (дубляж студии Да Надо Продакшн)
- Увидимся в моих снах (2004) — (закадровое озвучивание)
- Преимущество Борна (2004) — (закадровое озвучивание)
- Слоеный пирог (2004) — (закадровое озвучивание)
- Звездные войны: Месть ситхов (2005) - Граф Дуку (дубляж студии LeDoyen Studio)
- Эскадрилья «Лафайет» (2006) — (дубляж студии «Пилот»)
- Дежа Вю (2006) — (дубляж студии «Невафильм»)
- Первоначальное зло (2007) - озвучка для телеканала ICTV
- Идеальный незнакомец (2007) – Гордон МакДональд/Сенатор Сакс (дубляж студии «Невафильм»)
- Человек-паук 3 (2007) – Томас Гайден Черч / Флинт (дубляж студии «Невафильм»)
- Фантастическая четверка 2: Вторжение Серебряного серфера – Виктор (дубляж студии «Central Production International Group»)
- Ультиматум Борна (2007) — (закадровое озвучивание)
- Звездная пыль (2007) - Рупер Эверет / Секундес (дубляж студии «AdiozProduction studio»)
- Елизавета: Золотой век (2007) — (дубляж студии «AdiozProduction studio»)
- Сокровище нации 2: Книга Тайн (2007) - Эд Гарис / Уилкинсон (дубляж студии «Невафильм»)
- Война Чарли Уилсона (2007) — (дубляж студии «AdiozProduction studio»)
- Точка обстрела (2008) – Президент Эштон (дубляж студии «Невафильм»)
- Еще один из рода Болейн (2008) – Эрик Бана (дубляж студии «Невафильм»)
- Двадцать одно (2008) – Джек Гилпин/Профессор Боб Филлипс (дубляж студии «Невафильм»)
- Железный человек (2008) – Йинсен (дубляж студии «Постмодерн»)
- Хроники Нарнии: Принц Каспиан (2008) – Кентавр (дубляж студии «Невафильм»)
- Не занимайте Зохана (2008) – Майкл Бафер (дубляж студии «Невафильм»)
- Зеркала (2008) – Джейсон Флеминг/Лари (дубляж студии «Невафильм»)
- Квант милосердия (2008) – Министр (дубляж студии «Невафильм»)
- Загадочная история Бенджамина Баттона (2008) - Джейсон Флеминг / Томас Батон (дубляж студии CineType)
- Другой мир 3: Восстание ликанов (2009) - Дэвид Эстон/Коломан (дубляж студии "Невафильм")
- 13-й район: Ультиматум (2009) — (закадровое озвучивание)
- Двойная игра (2009) - Денис О'Гейр / Дюк (дубляж студии "LeDoyen Studio")
- Люблю тебя, чувак (2009) - Джей Кэй Симмонс / Освальд (дубляж студии "LeDoyen Studio")
- Звездный путь (2009) - Нерон (дубляж студии "LeDoyen Studio")
- Ангелы и Демоны (2009) - Надписи (дубляж студии «Невафильм»)
- Ночь в музее 2 (2009) – Линкольн (дубляж студии «Невафильм»)
- Признание (2009) - Деннис О'Гейр / Гилбертсон (дубляж студии "LeDoyen Studio")
- Захват подземки 123 (2009) — Джон Бенджамин Гики / Заммэра ЛаСаль (дубляж студии "LeDoyen Studio")
- Трансформеры: Месть павших (2009) - Фоллен (дубляж студии «Постмодерн»)
- 2012 (2009) - Патрик Бошо / Ролан Пикард (дубляж студии «Невафильм»)
- Куда девались Морганы? (2009) — (дубляж студии "LeDoyen Studio")
- Шерлок Голмс (2009) - Марк Стронг (дубляж студии "CineType")
- Однажды в Риме (2010) — (дубляж студии LeDoyen Studio)
- Перси Джексон и Похититель молний (2010) - Пирс Броснан/Брунер/Хирон (дубляж студии "Невафильм")
- Человек-волк (2010) - Хьюго Вивинг (дубляж студии "LeDoyen Studio")
- Надто крута для тебе (2010) — (дубляж студії "LeDoyen Studio")
- Полювання на колишню (2010) — Пітер Ґрін / Ерл Мелер (дубляж студії "LeDoyen Studio")
- Битва титанів (2010) — (дубляж студії "CineType")
- Історія іграшок 3 (2010) — Жартик (дубляж студії "LeDoyen Studio")
- Легенди нічної варти (2010) — Король (дубляж студії "CineType")
- Солт (2010) — Гант Блок/Президент Говард Льюіс (дубляж студії «Невафільм»)
- Турист (2010) — Тімоті Далтон / Інспектор Джонз (дубляж студії "LeDoyen Studio")
- Гоп (2011) — Дейвід Хезельгоф (дубляж студії "LeDoyen Studio")
- Зелений ліхтар (2011) — (дубляж студії «Постмодерн»)
- Людина, яка змінила все (2011) — Джеймс Шенклін / Батько Біллі (дубляж студії "LeDoyen Studio")
- Реальна сталь (2011) — Марвін (дубляж студії "LeDoyen Studio")
- Анонім (2011) — Різ Файнс (дубляж студії "LeDoyen Studio")
- Місія неможлива: Протокол Фантом (2011) — (дубляж студії "LeDoyen Studio")
- Оголена спокуса (2012) — (дубляж студії "LeDoyen Studio")
- Проєкт Х: Дорвались (2012) — (дубляж студії «Постмодерн»)
- Гнів Титанів (2012) — Ральф Файнс / Аїд (дубляж студії «Постмодерн»)
- Білосніжка та мисливець (2012) — (дубляж студії "LeDoyen Studio")
- Мій пацан (2012) — (дубляж студії "LeDoyen Studio")
- Темний лицар повертається (2012) — Альфред (дубляж студії «Постмодерн»)
- Спадок Борна (2012) — (закадрове озвучення на замовлення телеканалу ICTV)
- Брудна кампанія за чесні вибори (2012) — (дубляж студії «Постмодерн»)
- Оселя зла: Відплата (2012) — Шоун Робертс (дубляж студії "LeDoyen Studio")
- Команда мрії (2012) — (закадрове озвучення)
- 007: Координати "Скайфолл" (2012) — Сілва (дубляж студії "LeDoyen Studio")
- Хмарний атлас (2012) — Г’юґо Вівінґ (дубляж студії "LeDoyen Studio")
- Гонка (2013) — (дубляж студії «Постмодерн»)
- Готель «Гранд Будапешт» (2014) — Ковакс (дубляж студії «Постмодерн»)
- Нова Людина-павук 2. Висока напруга (2014) — Менкен (дубляж студії "LeDoyen Studio")
- Мільйон способів втратити голову (2014) — Ліам Нісон / Клінч (дубляж студії "LeDoyen Studio")
- Трансформери: Час вимирання (2014) — Локдаун (дубляж студії «Постмодерн»)
- Підлітки мутанти черепашки ніндзя (2014) — (дубляж студії "LeDoyen Studio")
- Ніч у музеї: Секрет гробниці (2014) — (дубляж студії «Постмодерн»)
- Найдовша подорож (2015) — Пан Пфефер (дубляж студії «Постмодерн»)
- Земля майбутнього: Світ за межами (2015) — Нікс / Г’ю Лорі (дубляж студії "LeDoyen Studio")
- Полтерґейст (2015) — (дубляж студії «Постмодерн»)
- Алоха (2015) — Боб Ларджен (дубляж студії «Постмодерн»)
- Хітмен: Агент 47 (2015) — Ле Клерк (дубляж студії «Постмодерн»)
- Чорна меса (2015) — (дубляж студії «Постмодерн»)
- Сікаріо (2015) — Віктор Ґарбер (дубляж студії "LeDoyen Studio")
- Віктор Франкенштейн (2015) — Франкенштейн (дубляж студії "LeDoyen Studio")
- Гра на пониження (2015) — (дубляж студії "LeDoyen Studio")
- Зоряні війни: Пробудження Сили (2015) — Верховний лідер Сноук (дубляж студії "LeDoyen Studio")
- Едді «Орел» (2016) — Річмонд (дубляж студії «Постмодерн»)
- Бетмен проти Супермена: На зорі справедливості (2016) — Альфред Пенніворт (дубляж студії «Постмодерн»)
- Великий дружній велетень (2016) — Джемейн Клемент / М'ясопоглинач (дубляж студії "LeDoyen Studio")
- День незалежності: Відродження (2016) — Генерал Адамс (дубляж студії «Постмодерн»)
- Бен-Гур (2016) — (дубляж студії «Постмодерн»)
- Саллі (2016) — (дубляж студії «Постмодерн»)
- Правила не застосовуються (2016) — Ведучий 1; Бріґз (дубляж студії "LeDoyen Studio")
- Приховані фігури (2016) — Джим Джонсон / Джим Веб (дубляж студії «Постмодерн»)
- Кредо вбивці (2016) — Алан (дубляж студії «Постмодерн»)
- Дзвінки (2017) — (дубляж студії «Постмодерн»)
- Lego Фільм: Бетмен (2017) — (дубляж студії «Постмодерн»)
- Ліки від щастя (2017) — Фольмер (дубляж студії «Постмодерн»)
- Привид у броні (2017) — Каттер (дубляж студії "LeDoyen Studio")
- Вартові галактики 2 (2017) — Его (дубляж студії "LeDoyen Studio")
- Трансформери: Останній лицар (2017) — (дубляж студії «Постмодерн»)
- Битва статей (2017) — (дубляж студії «Постмодерн»)
- Прощавай Крістофер Робін (2017) — (дубляж студії «Постмодерн»)
- Ескобар (2018) — (дубляж студії Pie Post Production)
- Ліга справедливості (2017) — Альфред Пенніворт (дубляж студії «Постмодерн»)
- Три білборди за межами Еббінга, Міссурі (2018) — (дубляж студії «Постмодерн»)
- Зоряні війни: Останні джедаї (2017) — Сноук (дубляж студії "LeDoyen Studio")
- Усі гроші світу (2018) — (дубляж студії Pie Post Production)
- Секретное досье (2017) — (дубляж студии "LeDoyen Studio")
- Красный воробей (2018) - Генерал Корчной (дубляж студии «Постмодерн»)
- Такси 5 (2018) — (дубляж студии Pie Post Production)
- Суперполицейские 2 (2018) — Ларри (дубляж студии «Постмодерн»)
- Астерикс и тайное снадобье (2018) — Сулфурикс (дубляж студии «Постмодерн»)
- Ненависть, которую вы рождаете (2018) — Рубен (дубляж студии «Постмодерн»)
- Книга джунглей: Начало (2018) — Акела (дубляж студии Да Надо Продакшн)
- Аквамен (2018) — (дубляж студии «Постмодерн»)
- Бамблби (2018) — (дубляж студии «Постмодерн»)
- Алита: Боевой ангел (2019) – Идо (дубляж студии «Постмодерн»)
- Королевский корги (2019) — (дубляж студии «Постмодерн»)
- Дамбо (2019) - Ви. Эй. Вандевер (дубляж студии "LeDoyen Studio")
- Толкин (2019) – Гип (дубляж студии «Постмодерн»)
- Однажды в… Голливуде (2019) — Курт Расселл / Рэнди и рассказчик (дубляж студии "LeDoyen Studio")
- К звездам (2019) - Джон Финн / Страуд (дубляж студии «Постмодерн»)
- Ричард Джуэлл (2019) — (дубляж студии «Постмодерн»)
- Пиноккио (2019) — (дубляж студии Tretyakoff production)
- Полночное небо (2020) — Аугустин (дубляж студии «Постмодерн»)
- Дорога хаоса (2021) — (дубляж студии Pie Post Production)
- Женщина в окне (2021) — (дубляж студии «Постмодерн»)
- Последний наемник (2021) – Ришар Брюмер (дубляж студии «Постмодерн»)
- Ярость (2021) — Баур (дубляж студии Да Надо Продакшн)
- Кингс Мэн (2021) — Китчинер (дубляж студии Да Надо Продакшн)
- Мюнхен. На пороге войны (2021) — Чемберлайн (дубляж студии Да Надо Продакшн)
- Герек (2022) — (дубляж студии Да Надо Продакшн)
- Выпускной год (2022) — Джим (дубляж студии Да Надо Продакшн)
- Топ Ган: Меверик (2022) — Хаммер (дубляж студии «Постмодерн»)
- Дженнифер Лопес: Шоу только начинается (2022) — (дубляж студии Да Надо Продакшн)
- Серый человек (2022) - Дональд Фицрой (дубляж студии "LeDoyen Studio")
- Пурпурные сердца (2022) — (дубляж студии Да Надо Продакшн)
- Время для себя (2022) — (дубляж студии Да Надо Продакшн)
- Купите мой дом (2022) — Джим Гормен (дубляж студии Да Надо Продакшн)
- Скандал! Разоблачение махинаций Wirecard (2022) — Пол Мерфи (закадровое озвучивание студии «Постмодерн»)
- Спасение из тайской пещеры (2022) — Киатисак Ратпрасерт (дубляж студии Да Надо Продакшн)
- Redeem Team: Триумф баскетбольной сборной США (2022) — (дубляж студии Да Надо Продакшн)
- На Западном фронте без изменений (2022) — (дубляж студии Да Надо Продакшн)
- Школа добра и зла (2022) — (дубляж студии Да Надо Продакшн)
- Потомки последнего рабовладельческого корабля (2022) – Керн Джексон (закадровое озвучивание студии «Постмодерн»)
- Ограбление Муссолини (2022) — (дубляж студии Да Надо Продакшн)
- Незабываемое Рождество (2022) — (дубляж студии Да Надо Продакшн)
- Я верю в Санта-Клауса (2022) — (дубляж студии Да Надо Продакшн)
- Ночь в детсаду (2022) — Гамза (дубляж студии Да Надо Продакшн)
- Голда (2023) – Даян (дубляж студии «Постмодерн»)
- Бриджертоны: История королевы Шарлотты (2023) — (дубляж студии «Постмодерн»)
- Флеш (2023) – Альфред (дубляж студии «Постмодерн»)
- Птичий короб: Барселона (2023) — (дубляж студии Да Надо Продакшн)
- Синий Жук (2023) — (дубляж студии «Постмодерн»)
- Фристайл (2023) — (дубляж студии Да Надо Продакшн)
- Контакты (2023) — (закадровое озвучивание студии Да Надо Продакшн)
- Растин (2023) – Адам Клейтон Павелл (дубляж студии «Постмодерн»)
- Мятежный месяц (2023) — Гейген (дубляж студии «Постмодерн»)
- Убей меня, если решишься (2024) — (дубляж студии Да Надо Продакшн)
- Агентство разбитых сердец (2024) — Тургай (дубляж студии Да Надо Продакшн)
- Эйнштейн и бомба (2024) — Локер (дубляж студии Да Надо Продакшн)

## Награды и звания
- Народный артист Украины (30 ноября 2006) — за весомый личный вклад в развитие театрального искусства, весомые творческие достижения и высокое профессиональное мастерство[1].
- Заслуженный артист Украины (14 сентября 1996) — за весомый вклад в развитие национального культурного наследия, высокий профессионализм[6].
- Почётная грамота Кабинета Министров Украины (28 июля 2004) — за весомый личный вклад в развитие культуры, высокий профессионализм и многолетний добросовестный труд[7].